# ファミリー・グルーヴ
『ファミリー・グルーヴ』（Family Groove）は、アメリカ合衆国のR&Bグループ、ネヴィル・ブラザーズが1992年に発表したスタジオ・アルバム。

## 背景
「フライ・ライク・アン・イーグル」はスティーヴ・ミラー・バンドのカヴァーで、作者のスティーヴ・ミラーがギターとボーカルで本人参加している。
本作は社会問題を題材とした曲が多く、「ワン・モア・デイ」ではホームレス問題、「ライン・オブ・ファイア」ではストリートでの銃撃戦、「レット・マイ・ピープル・ゴー」では貧困層の受けている抑圧について言及されている。アート・ネヴィルはそれに関して『オーランド・センティネル』紙のインタビューで「俺達は人に怒りの感情を与えたいんじゃなくて、『ちょっと立ち止まって見てみろよ、耳を地面につけて何が起こっているのか聞いてみろよ。何かが迫っている。ヨハネの黙示録の四騎士がやって来ている。何かをすべきだ』って言いたいんだ」とコメントしている。

## 反響・評価
母国アメリカでは、本作はBillboard 200で103位を記録したが、シングル・ヒットは出ていない。一方、ヨーロッパの一部では前作『ブラザーズ・キーパー』に引き続き成功を収め、スイスでは11位、スウェーデンでは29位に達した。また、ノルウェーでは自身唯一のアルバム・チャート入りを果たし、4週トップ20入りして最高13位を記録した。
ニュージーランドでは、本作がアルバム・チャートで最高11位を記録したのに加えて、シングル・チャートでも「フライ・ライク・アン・イーグル」が8位、「ワン・モア・デイ」が29位に達した。
Rose of Sharon Witmerはオールミュージックにおいて5点満点中3点を付け「4兄弟の音楽的な才能のみならず、彼ら及び家族が共有している関心や懸念についても巧みに言及している」「彼らのメッセージは、愛や家族の重要性と共に社会的・政治的な正義も伝えるネヴィル家流のゴスペルである」と評している。また、Don Snowdenは『ロサンゼルス・タイムズ』紙において4点満点中3点を付け「この家族のトレードマークすべてが、異なる要素の継ぎはぎではなく、あたかも一つの源泉から湧き出てきたかのように響く」と評している。

## 収録曲
1. フライ・ライク・アン・イーグル "Fly Like an Eagle" (Steve Miller) – 4:46
2. ワン・モア・デイ "One More Day" (Cyril Neville, Hawk Wolinski, Gaynielle Neville, Jason Neville) – 5:17
3. アイ・キャン・シー・イット・イン・ユア・アイズ "I Can See It In Your Eyes" (Ivan Neville, Jason Neville) – 4:55
4. デイ・トゥ・デイ・シング "Day to Day Thing" (Billy Valentine, Bob Thiele Jr., Phil Roy) – 4:55
5. ライン・オブ・ファイア "Line of Fire" (Art Neville, Chuck Sheefel, Dwayne St. Romaine, Eric Kolb, Ron Cuccia) – 4:27
6. テイク・ミー・トゥ・ハート "Take Me to Heart" (Cyril Neville, David Foreman) – 3:49
7. イット・テイクス・モア "It Takes More" (B. Valentine, B. Thiele Jr., P. Roy) – 4:46
8. ファミリー・グルーヴ "Family Groove" (Cyril Neville, Eric Kolb, Gerald Tillman, Omari Neville) – 4:49
9. トゥルー・ラヴ "True Love" (Art Neville, Daryl Johnson, H. Wolinski) – 3:37
10. オン・ジ・アザー・サイド・オブ・パラダイス "On the Other Side of Paradise" (Art Neville, Cyril Neville, E. Kolb) – 3:45
11. レット・マイ・ピープル・ゴー "Let My People Go" (B. Valentine, B. Thiele Jr., P. Roy) – 5:51
12. サクサファンク "Saxafunk" (Charles Neville, H. Wolinski) – 3:10
13. マオリ・チャント "Maori Chant" (Public Domain) – 2:30
14. グッド・ソング "Good Song" (B. Valentine, B. Thiele Jr., P. Roy) – 4:15

## 参加ミュージシャン
- アーロン・ネヴィル - ボーカル
- アート・ネヴィル - キーボード、ボーカル
- チャールズ・ネヴィル - サクソフォーン
- シリル・ネヴィル - パーカッション、ボーカル
- ウィリー・グリーン - ドラムス
- トニー・ホール - ベース
- エリック・ストラウザーズ - ギター、バックグラウンド・ボーカル

ゲスト・ミュージシャン
- ホーク・ウォリンスキー - キーボード、ギター、プログラミング、アレンジ
- スティーヴ・ミラー - ギター、ボーカル(on #1)
- ジェイソン・ネヴィル - ラップ(on #2)
- ディーコン・ジョン・ムーア - ギター(on #7)
- ダリル・ジョンソン - リズムギター、ボーカル(on #8)
- マーヴィン・キャンベル - トランペット
- カーティス・ワトソン - トランペット
- エマニュエル・スティーブ - トロンボーン
- グレッグ・ターディ - サクソフォーン
- リッキー・シーザー - チューバ